# Donżon w Lublinie
Wieża zamkowa (donżon) – lubelski zabytek z połowy XIII lub XIV wieku należący do kompleksu zamkowego i jedna z najstarszych budowli na Lubelszczyźnie.

## Budowa i lokalizacja
Data wzniesienia wieży nie jest pewna. Według badaczy została ona zbudowana albo w połowie XIII wieku albo w końcu XIII wieku albo na początku XIV wieku jako budowla obronno-mieszkalna (donżon). Część badaczy jako inicjatora budowy wieży w Lublinie widzi księcia Bolesława Wstydliwego lub Władysława Łokietka. Wyższa część ceglana wieży została zbudowana m.in. w wątku gotyckim, który był stosowany od początku XIV wieku. W 1342 roku wieża została podwyższona przez Kazimierza Wielkiego.
Lokalizacja donżonu odzwierciedla dawną topografię wzgórza zamkowego. Wieża została zbudowana na granicy garbu położonego we wschodniej części wzniesienia. To umiejscowienie pozwala odczytać podział i funkcje lubelskiego ośrodka grodowego. W części wschodniej można sytuować kasztelański gród-zamek, do którego należała wieża, a części zachodniej podgrodzie, ze zlokalizowanym tam cmentarzem i chatami pochodzącymi z XIII stulecia.
W 2019 roku przeprowadzono badania węgli drzewnych z warstwy archeologicznej, znajdującej się bezpośrednio pod fundamentami donżonu. Pozwoliło to ustalić prawdopodobną datę rozpoczęcia budowy donżonu na 1210 rok.

## Funkcje budowli
Pierwotnie wieża pełniła funkcje obronne. Z biegiem lat jej znaczenie obronne malało. Za panowania Kazimierza Wielkiego, któremu przypisywana jest budowa gotyckiego zamku w Lublinie, donżon mógł pełnić inne funkcje. Do około połowy XVII stulecia, czyli czasu zniszczenia zamku, w donżonie działało więzienie dla szlachty. W czasie badań architektonicznych odkryto na pierwszym piętrze napisy, wyryte, czy też wyskrobane, na pięciu cegłach. Powstały w latach 1610 i 1612. Istnienie więzienia w wieży potwierdza zapis z inwentarza zamku lubelskiego z 1564 roku, jak też informacja z "Diariusza sejmu 1569 roku lubelskiego". Donżon był więzieniem do początku wieku XIX.
W czasie okupacji hitlerowskiej (1939–1944) mieścił się tam jeden z najcięższych oddziałów więzienia, określany jako "baszta I, II, III". Podobnie było w latach 1944–1954, kiedy było tam więzienie komunistyczne. Po likwidacji więzienia władze komunistyczne postanowiły przekazać gmachy zamkowe na cele kultury.

## Architektura
Lubelski donżon stylistycznie jest niejednorodny, ponieważ na trzeciej kondygnacji w murach umieszczono zarówno biforium mogące być wiązane ze stylem romańskim, ale także dwa gotyckie maswerki. Przy tym element romański byłby jedynym na Lubelszczyźnie detalem architektonicznym w tym stylu. We wnętrzu kamiennej i ceglanej części muru wieży biegnie sklepiona, spiralna klatka schodowa w której schody prowadzą od najniższej piwnicznej kondygnacji aż do samej góry.
Wieża posiada trzy kondygnacje naziemne (do XVIII wieku cztery) i kondygnację piwniczną. Przypuszcza się, że wieńczyły ją drewniane hurdycje lub krenelaż. Domniemanie, że wysokość donżonu była niegdyś inna, potwierdzają widoczne ślady reperacji murów.
Średnica donżonu wynosi około 15 m. Grubość murów w dolnej jego części przekracza 3,5 metra. Dolne partie wzniesione są z łamanego wapienia, stosunkowo łatwo dostępnego na Lubelszczyźnie zlepieńca z okolic Sulowa lub lubelskich Bronowic. Wewnątrz partii kamiennej znajduje się w grubości muru ceglany chodnik wznoszący się także w części ceglanej. Wyższe partie zewnętrzne oraz wnętrza zbudowano z cegły w wątkach wendyjskim i gotyckim. Jej wymiary wskazują na jednoczesność budowy obu części wieży. Inspiracją dla budowniczych były budowle grodowe występujące m.in. w grodach niemieckich położonych nad Łabą – Magdeburgu i Halle albo czeski zamek Břeclav i słowacki Spissky hrad.
Sklepienia pomieszczeń są kopulaste. Wejście do nich prowadzi ze spiralnej klatki schodowej. Na kondygnacjach występują trzy rodzaje otworów okiennych: wąskie, prostokątne z glifem do wewnątrz typu strzelniczego, prostokątne półcyrklaste z przewężeniem w środku grubości muru otwierające się glifem na zewnątrz i wewnątrz, a od strony południowej obecnej trzeciej kondygnacji – biforyjny otwór z kamienną kolumną, z kapitelem podobnym do kostkowego. Ten ostatni detal architektoniczny jest niewidoczny z zewnątrz. Badania odkryły też pierwotny otwór wejściowy na wysokości około 7 metrów ponad dzisiejszym poziomem dziedzińca.

## Przebudowy i konserwacje
W okresie Królestwa Polskiego na starych fundamentach zamku rozpoczęto wznoszenie budynków przeznaczonych na wzorcowe więzienie oraz dokonano remontu wieży.
W czasie budowy w latach 1824–1826 gmachu przeznaczonego na więzienie, wieża znalazła się w obrębie jego murów. Stała się basztą. Prawdopodobnie znacznie ją obniżono. Dawny hełm stożkowy został zamieniony płaski dach zakryty neogotyckim krenelażem oraz otrzymał wieżyczkę. Mury otynkowano „w stylu przypominającym rustykę”.
W latach 1958–1966 w donżonie były prowadzone prace konserwatorskie, w trakcie których odkryto wspomniane biforyjne okno z kolumienką, kilka otworów strzelniczych, fragment kamiennych maswerków w wykroju trójliścia w otworach okiennych oraz napisy na pierwszym piętrze wieży, a po odbiciu tynków ukazał się romański wątek murów donżonu.
W latach 2010–2012 Muzeum Lubelskie realizowało program unijny "Konserwacja najcenniejszych zabytków Lublina – Kaplicy Trójcy Świętej i zabudowy wzgórza zamkowego oraz Bramy Krakowskiej". W donżonie wykonano prace konserwatorskie, budowlane i adaptacyjne. Zewnętrzna elewacja kamienno-ceglana została gruntownie oczyszczona z nalotów, dokonano uzupełnienia i wymiany zdegradowanych partii lica muru i spoiw. Po zakończeniu prac elewację zabezpieczono środkami konserwatorskimi. Spiralna klatka schodowa została przystosowana dla ruchu zwiedzających. We wnętrzu donżonu wykonano nową instalację elektryczną i odpowiednie dla zwiedzania oświetlenie schodów oraz poszczególnych kondygnacji. Wykonano również nową stolarkę okienną i zabezpieczenie otworów przed ptakami i kunami domowymi siatką.

## Turystyka

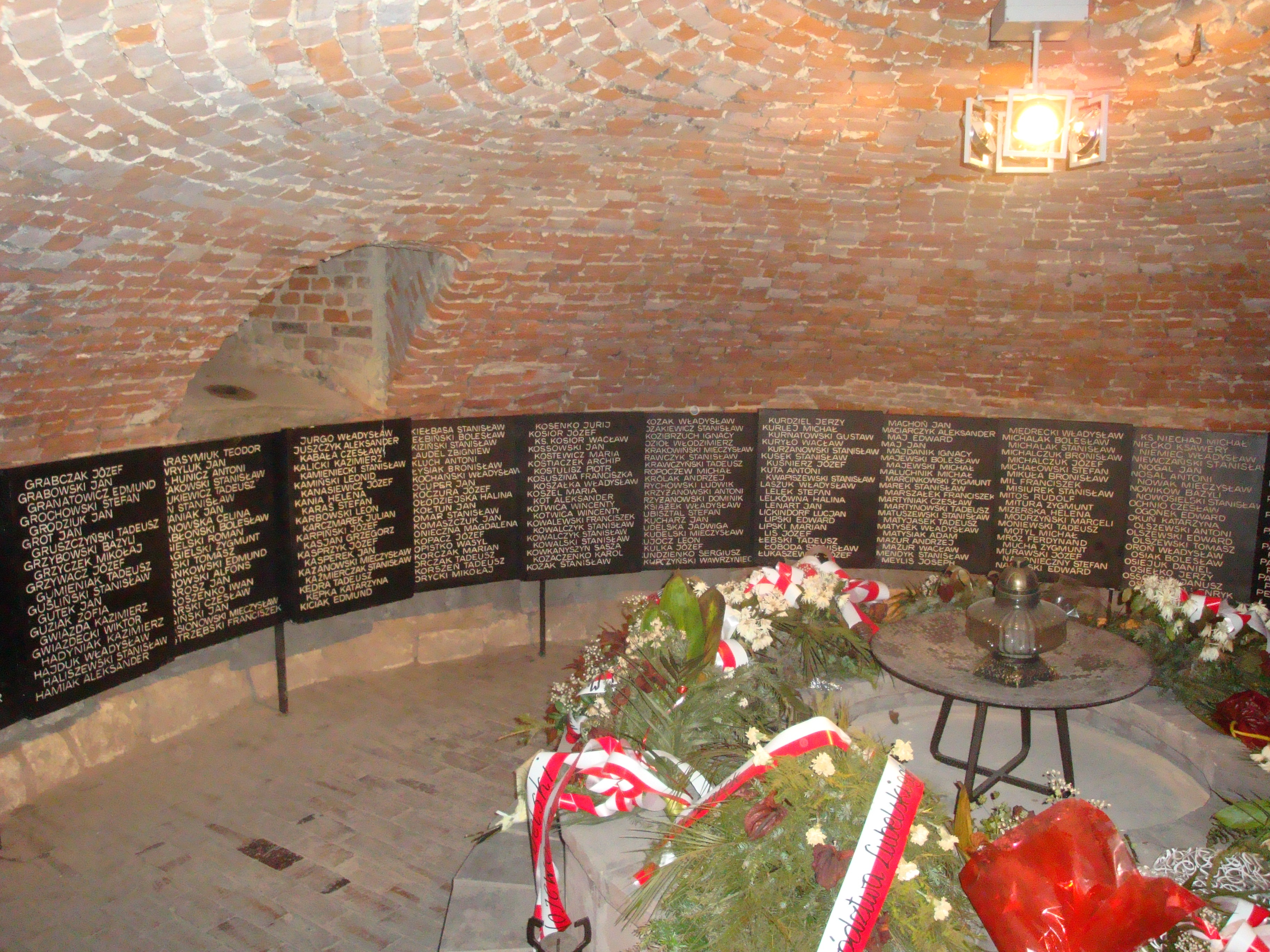
Mauzoleum ofiar więzienia

Donżon jest częścią Muzeum Narodowego w Lublinie. Od 24 lipca 2012 baszta jest udostępniona do zwiedzania przez turystów indywidualnie i z przewodnikiem. Na wieży znajduje się taras widokowy, którego między innymi były kręcone panoramy miasta do serialu "Wszystko przed nami" i film angielski pt. "Aryjska Para".
Ze względu na przeszłość więzienną budowli i na pamięć o więźniach w dolnej kondygnacji utworzono mauzoleum poświęcone martyrologii więźniów Zamku Lubelskiego. Na wyższych kondygnacjach można oglądać zmodernizowaną wystawę historyczną poświęconą więźniom Zamku, od czasów więzienia tam pierwszych bojowników o wolność i niepodległość Polski po Wiośnie Ludów, poprzez powstanie styczniowe, drugą wojnę światową i lata 1944–1954. Na wyższym piętrze zaplanowano pokazanie materiałów, głównie zabytków archeologicznych, związanych z przeszłością wzgórza zamkowego.

Widok z tarasu na szczycie donżonu
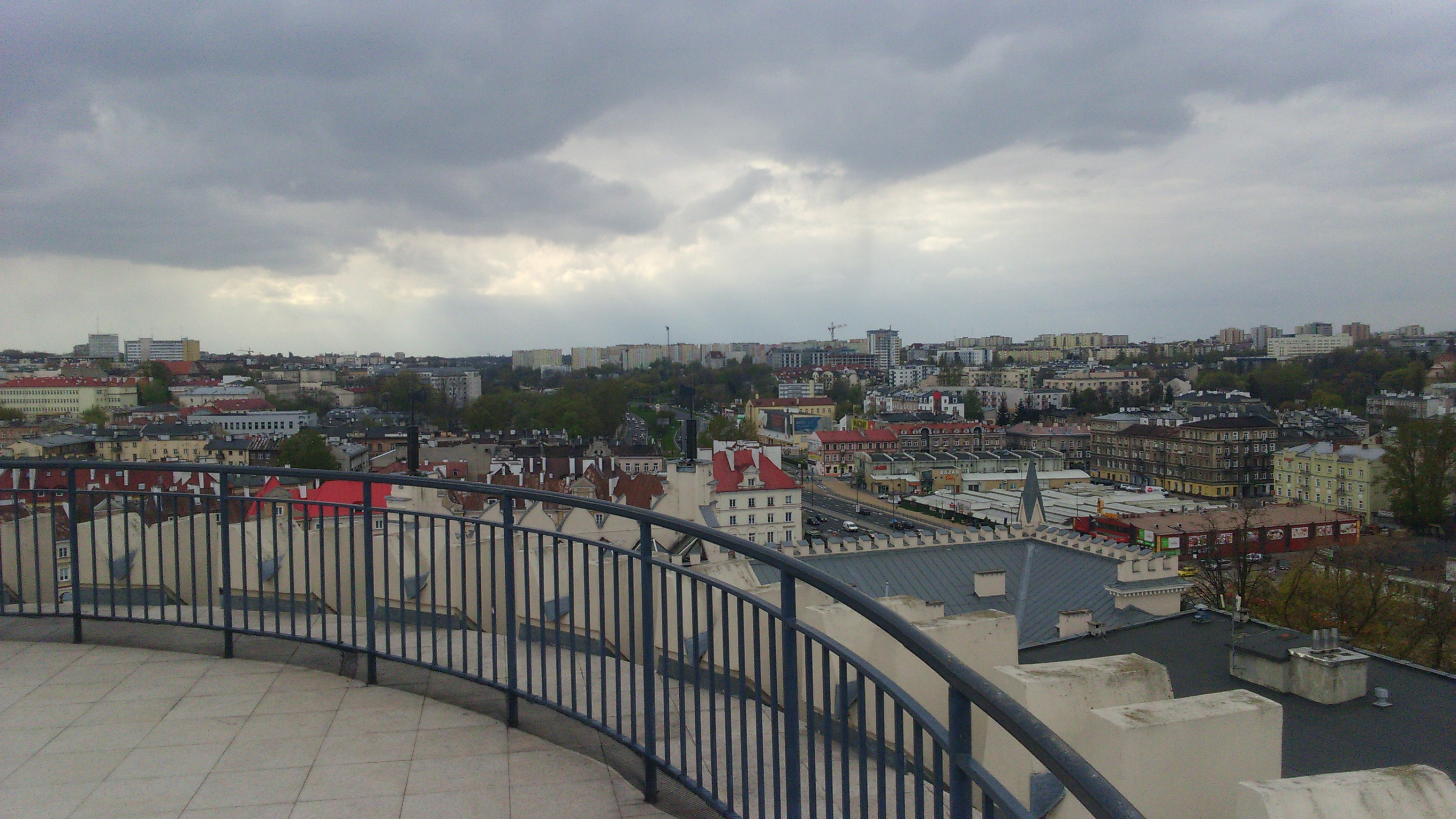
Strona północno-zachodnia. Pośrodku dolina Czechówki i al. Tysiąclecia, po obu stronach zabudowania Śródmieścia, po prawej w dali osiedla mieszkaniowe na Czechowie (2017)
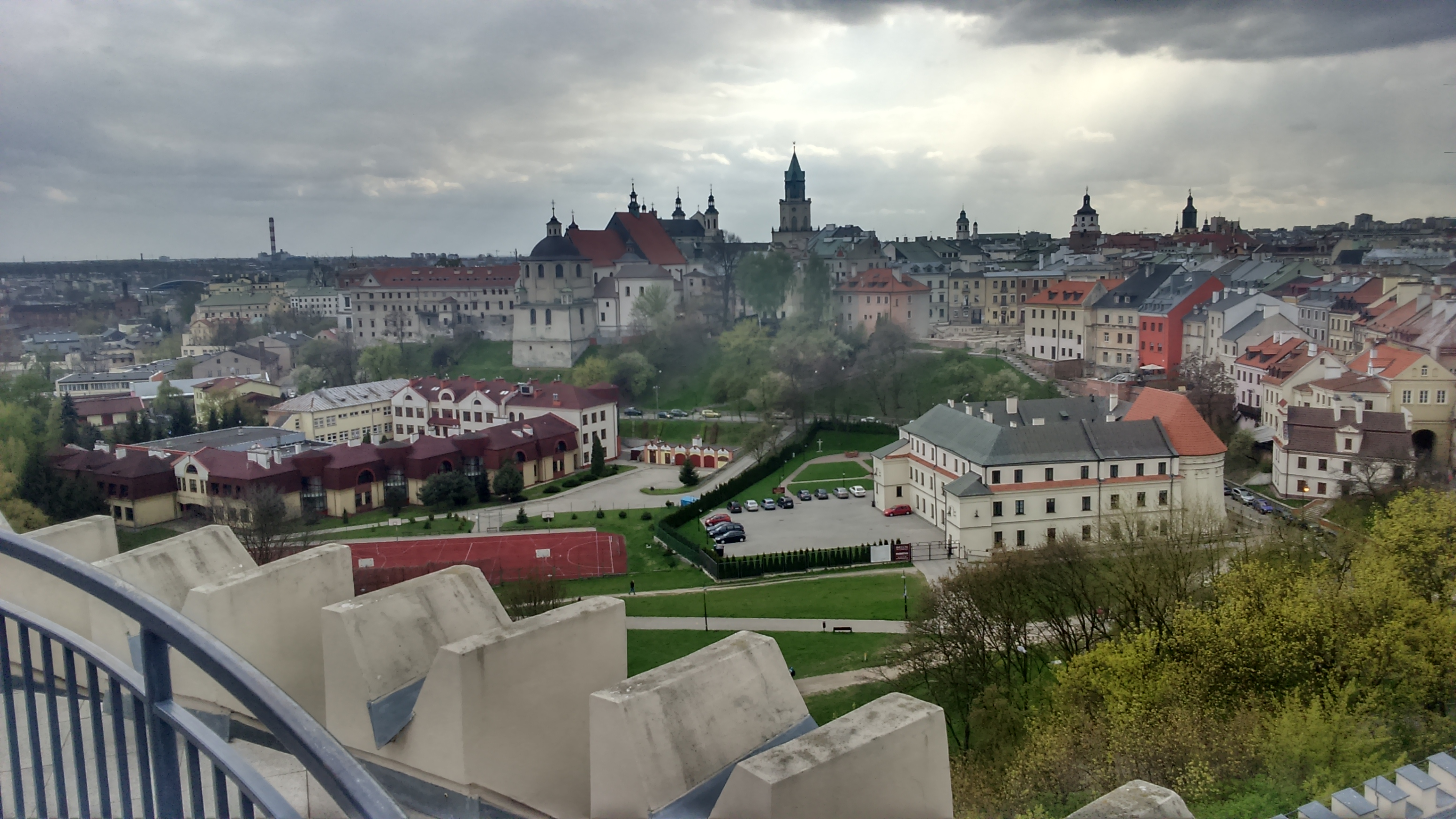
Strona południowo-zachodnia. Stare Miasto (2017)
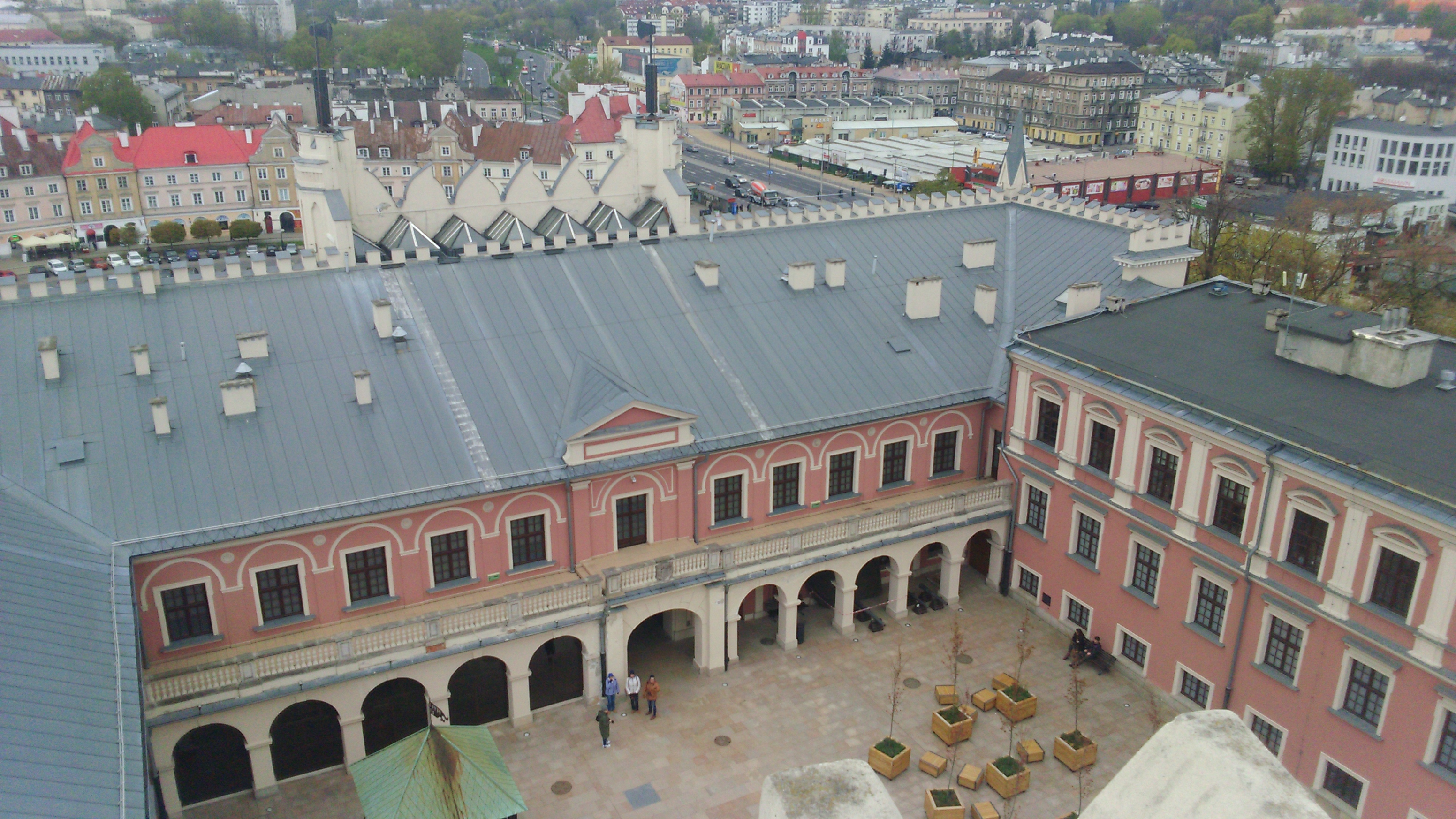
Dziedziniec zamku od strony zachodniej (2017)
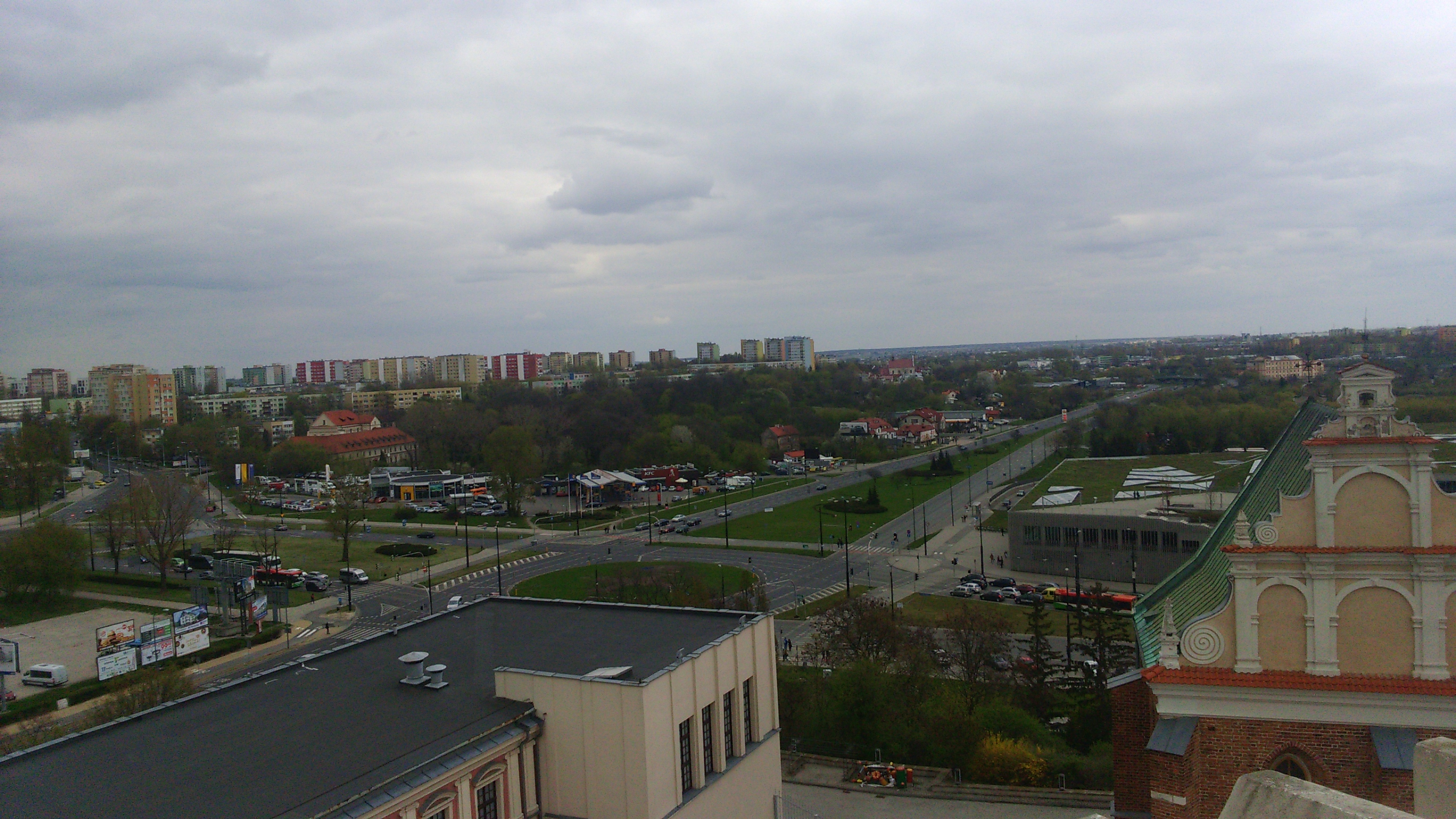
Strona północno-wschodnia. Po lewej zabudowania mieszkaniowe Kalinowszczyzny, po prawej fragment kaplicy Trójcy Świętej (2017)